# Chrysopelea paradisi
Chrysopelea paradisi är en ormart som beskrevs av Boie 1827. Chrysopelea paradisi ingår i släktet flygormar, och familjen snokar.
Arten förekommer i Sydostasien från Myanmar och Thailand över Malackahalvön till Borneo, Filippinerna och Sulawesi.

## Underarter
Arten delas in i följande underarter:
- C. p. paradisi
- C. p. celebensis
- C. p. variabilis